# Neoseiulus makedonicus
Neoseiulus makedonicus är en spindeldjursart som först beskrevs av Papadoulis och Emmanouel 1991.  Neoseiulus makedonicus ingår i släktet Neoseiulus och familjen Phytoseiidae. Inga underarter finns listade i Catalogue of Life.